# Ennio Missaglia
Ennio Missaglia (Venezia, 12 gennaio 1930 – 1993) è stato un fumettista italiano che ha collaborato lungamente con le principali case editrici italiane di fumetti come Sergio Bonelli, Bianconi, Mondadori e Disney Italia realizzando oltre un centinaio di storie per la testata Topolino durante una collaborazione iniziata nel 1960 e conclusa con la sua morte.

## Biografia
La sua carriera come autore inizia alla fine degli anni cinquanta come sceneggiatore delle serie a fumetti Falco Nero e Yumak edite dal 1958 dalle Edizioni Il Ponte di Renato Bianconi e disegnate dal fratello Vladimiro Missaglia e altre edite dalle Edizioni Alpe di Giuseppe Caregaro; dal 1959 al 1963 per l'editrice Fratelli Fabbri scrive vari soggetti che vengono pubblicati su Selezione dei Ragazzi, una rivista con racconti, articoli e alcuni fumetti d'avventura e, per l'edizione argentina della stessa, scrive la serie Santos Leyva. Contemporaneamente pubblica anche per le Edizioni Audace scrivendo nel 1959 una breve storia pubblicata in appendice alla serie del Piccolo Ranger.
Negli anni sessanta lavora per la Mondadori scrivendo numerose storie con i personaggi della Disney per il settimanale Topolino dal 1960 al 1968. Lavora contemporaneamente anche per editori francesi come Sagédition, per il quale realizza storie a fumetti che verranno poi tradotte anche per il mercato italiano ed edite dalla Editrice Cenisio e, poi, per l'editore Lug, per il quale scrive la serie di Capitan James e di Chico Suarez, mentre per le Editions Aventures et Voyages realizza la serie Arianna; continua anche a lavorare per la Bonelli riprendendo nel 1962 la serie I tre marines, scritta da Sergio Bonelli e pubblicata in appendice a Tex; nel 1963 scrive le storie di Pecos Bill per l'editore Franco Fasani.
Riprende la collaborazione con Bianconi nel 1963 curando la serie bellica della collana RAF, che verrà pubblicata per quasi quindici anni, occupandosi anche di molte altre collane di genere avventuroso dello stesso editore; qui scrive nel 1966 la serie Desperado, incentrate sul personaggio di Ringo, e disegnata dal fratello Vladimiro. Sempre con il fratello aveva realizzato nel 1964 la serie avventurosa Kriss edita dalle Edizioni Bucintoro. Con la Bianconi pubblica anche la serie di genere spionistico ispirata a James Bond, Il Boia; con altri autori, nello stesso periodo, scrive i testi della serie nera Sadik, ideato da Nino Cannata, edito dalle Edizioni Alhambra di proprietà della famiglia Bianconi. Il successo delle serie per adulti degli anni sessanta lo porta nel 1968 a collaborare con gli editori Renzo Barbieri e Giorgio Cavedon per i quali scrive le serie Goldrake, Walalla, i primi episodi di Bonnie, e poi le serie per adulti Terror, Oltretomba e Thrilling, fino al 1976 e, per l'editore Gino Sansoni, scrive i primi episodi della serie Zakimort. Sempre per la Edifumetto di Barbieri scrive dal 1973 al 1976 la serie UFO, la trasposizione a fumetti dell'omonimo telefim britannico e, nel 1976, crea il personaggio western Jesus, disegnato dal fratello Vladimiro, da Marcello Caprioglio e dalla coppia Rancho & Santilli. 
Durante la metà degli anni settanta lavora anche per il Giornalino, scrivendo la serie Marco e Rossana, continuando nello stesso periodo a lavorare per l'estero pubblicando in Germania alcuni episodi di Reno Kid sulla testata Asso e, poi, proseguendo la serie inglese Archie il Robot. Nel 1979 riprende a collaborare con la Bonelli, scrivendo numerose sceneggiature per la serie Mister No e ideando proprie serie: Judas nel 1979 e Gil nel 1982. Dal 1981 riprende a scrivere per Topolino, scrivendo fino al 1993, anno della sua morte, oltre un centinaio di storie comprensive di quelle realizzate negli anni sessanta.

## Opere
- 1979 - Vendetta macumba, Edifumetto